# Tz (газета)
Tz (от нем. Tageszeitung) — баварская ежедневная таблоидная газета, издающаяся с 18 сентября 1968 года в Мюнхене. Газета входит в медиа-группу Münchner Merkur/tz от издателя Дирка Иппена.
В 2024 году тираж газеты составил 108 713 экземпляров.

## История
Газета tz была основана в 1968 году как дочерняя компания Münchner Merkur.
С 1968 по 1970 год первым редактором газеты был тележурналист Эрих Хельменсдорфер.
В 1982 году издатель Дирк Иппен купил Münchner Zeitungsgruppe, включая газеты Münchner Merkur и tz. через свои компании Westfälischer Anzeiger Verlagsgesellschaft mbH & Co. KG и F. Wolff & Sohn KG.
В июне 2006 года была запущена интернет-версия газеты под названием tz Live.
В феврале 2008 года из статического сайта стало мультимедийное новостное портал tz-online.de.. Основной акцент сделан на местных новостях из Мюнхена и Верхней Баварии, а также на спортивных и бульварных темах.
В 2013 году сайт tz.de ежемесячно посещали 40 806 290 раз, привлекая 6 339 913 посетителей, из которых 1 350 000 были уникальными пользователями. Благодаря этому tz.de заняли 19-е место среди 50 крупнейших новостных сайтов Германии.
В 2016 году издательство Ippen приняло решение объединить редакции газет tz и Münchner Merkur. Это решение было объявлено руководством в ответ на значительное сокращение объемов рекламных вложений и объявлений, однако это решение было раскритиковано Баварской ассоциации журналистов из-за потери публицистического и журналистского разнообразия.
В 2018 году два издания Ippen объединились, создав компанию Merkur tz Redaktions GmbH, а Münchner Merkur и tz. также объединили свои редакции.

### Главные редакторы
- 1968–1970: Эрих Хельменсдорфер
- 1969–1970: Франц Шёнхубер
- 1970–1987: Отто Мерк
- 1973–1987: Карл Ваннингер (совместно с Отто Мерком)
- 1973–1997: Хельмут Штегманн
- 1973–1997: Ханс Риль
- 1997–1998: Томас Добернигг
- 1997–1998: Фридхельм Бергер
- 1998–1999: Петер Фишер (временный)
- 1999–2006:  Карл Шерманн
- 2006–2018: Рудольф Бёгель
- с 2018: Себастьян Арбингер[2][1]